# 釣魚台鼴
釣魚台鼴（學名：Mogera uchidai），或稱尖閣鼴鼠，是棲息於釣魚台列嶼中的釣魚島上的一種鼴鼠。身長129.9毫米，尾長12毫米，後腳長16毫米，體重約42.7克。

## 鼴鼠滅絕危機
日本右翼組織日本青年社曾於1978年在主島釣魚台島上建燈塔用來宣示主權。迄2010年羊隻數目已超過300頭。島小羊多、羊群大量破壞當地植被，致使島上森林大幅減少，導致釣魚台鼴瀕臨絕種。加上保育人士不能登島進行保育工作，因此鼴鼠數量處於減少狀態。而2010年日本生物多様性中心已將釣魚台鼴列為「絶滅危惧IA類 (CR)」項目。台灣保育團體對此大力疾呼中華民國政府應與日本政府為此交涉。

### 家羊破壞生態
1998年，日本生態學會曾組團至釣魚台調查日本家羊破壞島上生態情況，並將調查報告呈送日本环境省。不過由於釣魚台列嶼目前存有主權問題，日本環境省迄今並無執行任何生態保護方案。

## 外部連結
- 山羊壞生態 釣魚台恐變荒島
- Mogera tokudae (Sado Mole, Tokuda's Mole) （页面存档备份，存于） （英文）
- Mammal Species Information(Nesoscaptor uchidai) （页面存档备份，存于） （英文）
- センカクモグラ（絶滅危惧種情報検索） （页面存档备份，存于） - 環境省日本生物多様性中心（日语：生物多様性センター） （日語）
- 新しい環境指標生物　モグラの生態を探る[永久] （日語）
- 釣魚台鼴鼠保育協會 （页面存档备份，存于）